# Орден Заслуг (Чили)
Орден «За заслуги перед Чили» (исп. Orden al «Mérito de Chile») — высший орден Чили.

## История

Знак ордена

Орден «За заслуги перед Чили» был учреждён в 1929 году вместо медали Заслуг, учреждённой 4 сентября 1906 года, первоначально в трёх классах. В 1924 году была проведена орденская реформа — орден был разделён на четыре класса: Гранд-офицера, командора, офицера и кавалера. В 1925 году количество классов было расширено до шести: кавалер Большого креста, Гранд-офицер, Командор со звездой, Командор, Офицер, Кавалер. В 1929 году в ходе очередной реформы количество классов ордена было уменьшено до пяти: класс Командора со звездой был упразднён. В 1939 году была учреждена орденская цепь как высший класс ордена Заслуг.

## Статут
Орден вручается чилийцам за заслуги перед государством на военном или гражданском поприще. Орден может быть вручен выходцам из Чили, либо иностранным гражданам за заслуги перед Чили.

## Классы
- Орденская цепь
- Кавалер Большого креста — знак на плечевой ленте и звезда на груди
- Гранд-офицер — знак на шейной ленте и звезда на груди
- Командор — знак на шейной ленте
- Офицер — знак на ленте с розеткой для ношения на груди
- Кавалер — знак на ленте для ношения на груди

| Степени ордена |        |          |              |               |                |
| Кавалер        | Офицер | Командор | Гранд-офицер | Большой крест | Орденская цепь |
|                |        |          |              |               |                |
|                |        |          |              |               |                |

## Описание

Звезда ордена

В зависимости от степени знаки ордена отличаются размером и цветом эмали.
Орденская цепь состоит из 18 золотых звеньев в виде лаврового венка. К девятнадцатому золотому звену в виде картуша с изображением герба Чили в цветных эмалях крепится знак ордена.
Знак ордена представляет собой пятиконечную звезду белой эмали (класса Офицера — синей эмали, класса Кавалера — красной эмали) с золотыми шариками на концах наложенную на золотой лавровый венок. В центре звезды круглый золотой медальон в женским профилем, символизирующим республику. На кайме медальона надпись: «ORDEN DEL MERITO». Знак при помощи переходного звена в виде расправившего крылья кондора крепится либо к орденской цепи, либо к орденской ленте.
Звезда ордена представляет собой пятиконечную звезду белой эмали с золотыми шариками на концах наложенную на золотой лавровый венок, который окаймляют пламенеющие штралы. В центре звезды золотой медальон с каймой синей эмали, в центре которого изображён герб Чили в цветных эмалях. На кайме надпись: «ORDEN DEL MERITO».

## Галерея

Инсигнии ордена класса орденской цепи
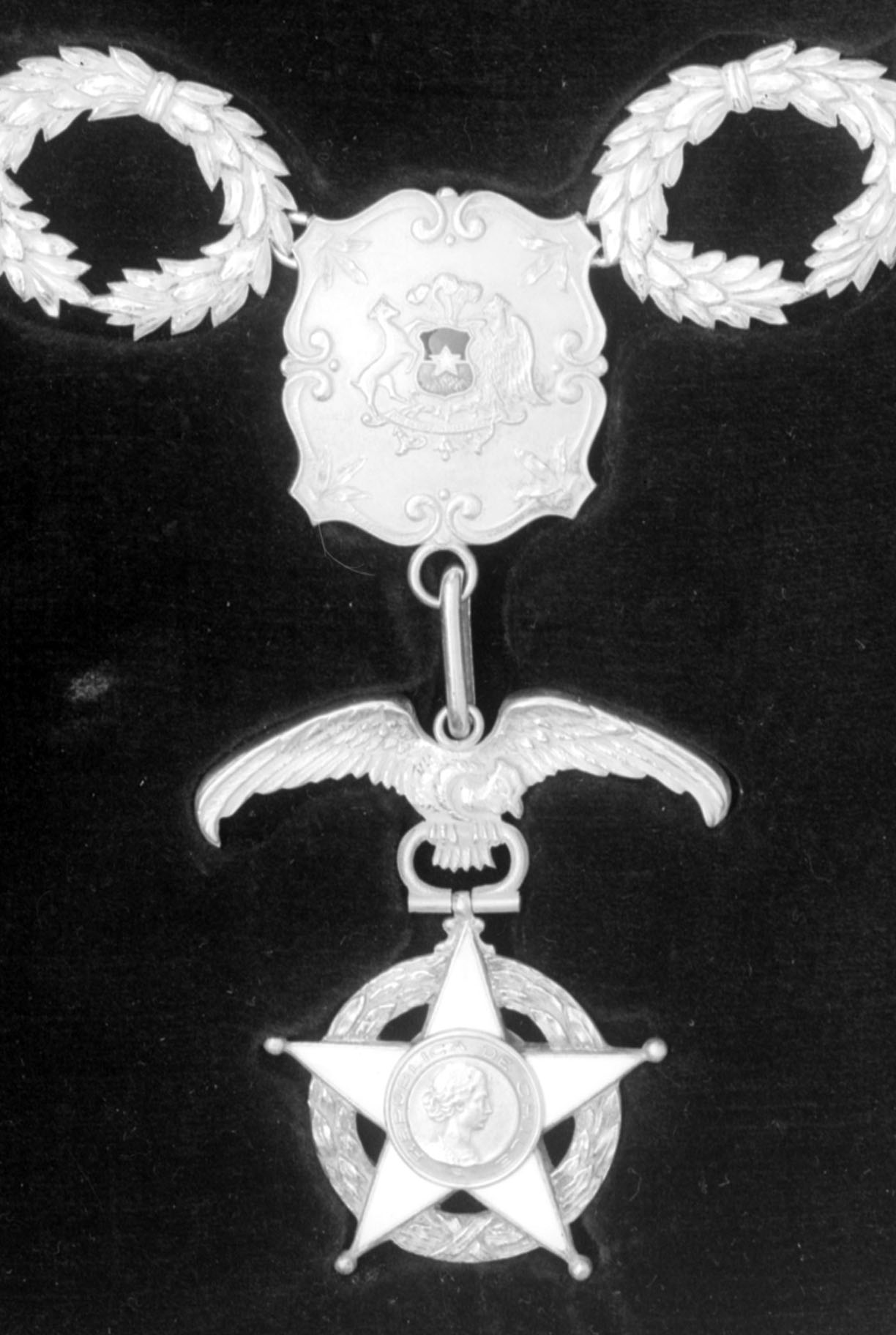
Знак ордена на цепи
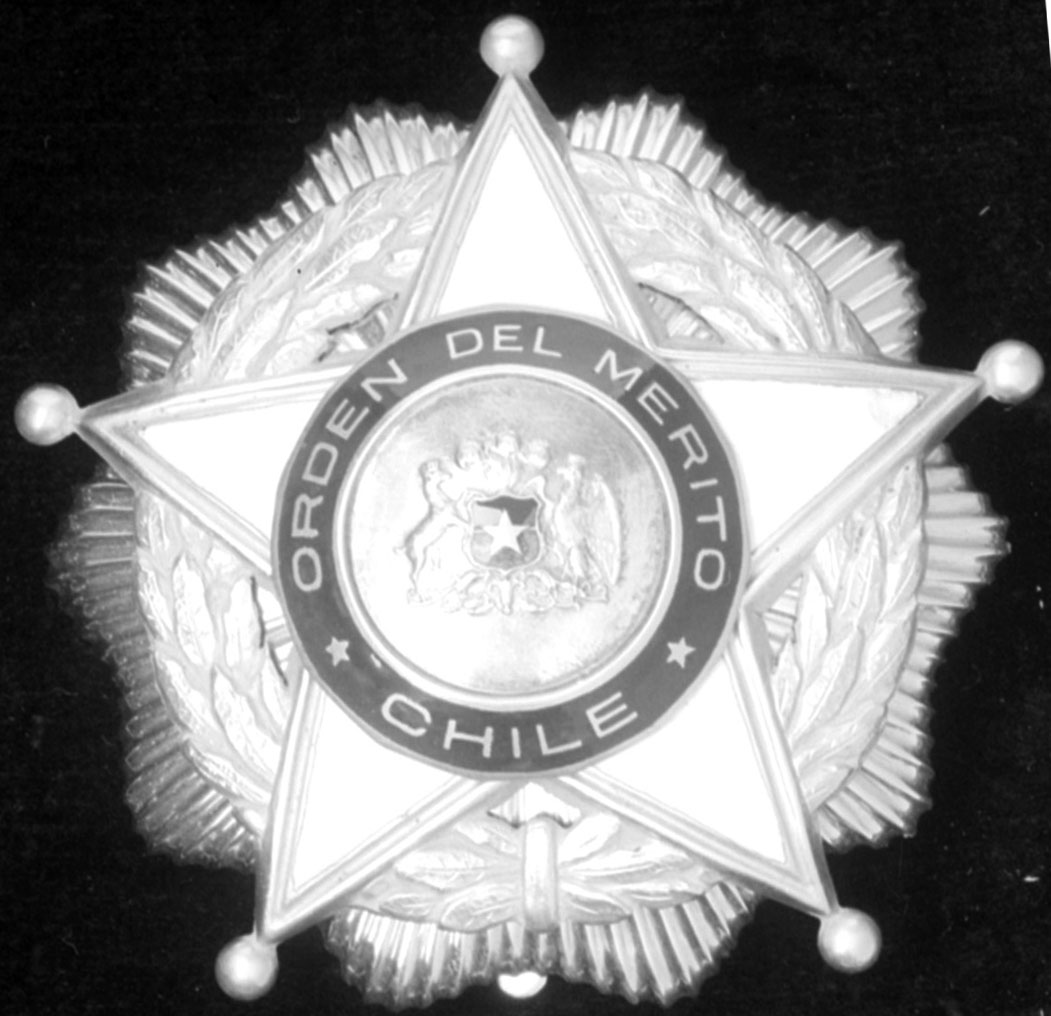
Звезда ордена